# Фульвия
Фу́львия (лат. Fulvia; родилась в 83/82 году до н. э., Тускул или Рим, Римская республика — умерла в 40 году до н. э., Сикион, Ахайя, Римская республика) — римская матрона из плебейского рода Фульвиев. Была замужем последовательно за тремя видными политиками — Публием Клодием Пульхром (погиб в 52 году до н. э.), Гаем Скрибонием Курионом (погиб в сентябре 49 года до н. э.) и Марком Антонием. Начала играть важную роль в политической жизни Римской республики в 43 году до н. э., когда её третий муж стал одним из триумвиров. Была одним из злейших врагов Марка Туллия Цицерона и во время проскрипций издевалась над отрубленной головой оратора.
В отсутствие Антония Фульвия, по некоторым данным, была фактической правительницей Италии. В 41 году до н. э. она вместе со своим деверем Луцием Антонием начала войну против ещё одного триумвира, Гая Юлия Цезаря Октавиана, чтобы сохранить влияние Марка Антония на Западе (так называемая Перузинская война). После капитуляции Луция Фульвия бежала в Грецию. Здесь она попыталась убедить мужа начать новую масштабную войну против Октавиана в союзе с Секстом Помпеем, но потерпела неудачу. Вскоре (в середине 40 года до н. э.) она умерла.

## Биография

### Происхождение
Фульвия была единственной дочерью Марка Фульвия Бамбалиона и Семпронии. По отцу она принадлежала к знатному плебейскому роду Фульвиев, представители которого переехали в Рим из Тускулума в середине IV века или немного позже и впервые достигли консульства в 322 году до н. э. В дальнейшем они регулярно занимали высшие должности, но после гибели Марка Фульвия Флакка, союзника Гая Гракха (121 год до н. э.), Фульвии перестали появляться в списках магистратов. В источниках нет сведений, уточняющих происхождение Марка Фульвия Бамбалиона или сообщающих что-либо о его карьере; вероятно, он не играл хоть сколько-нибудь заметную роль в жизни Рима. Вопрос об имущественном положении этой ветви рода остаётся открытым: Цицерон в одной из своих речей назвал Фульвию богатой женщиной, и одни исследователи принимают это определение на веру, а другие считают, что, как минимум, наследственного богатства у неё не было.
Мать Фульвии была последней представительницей одной из ветвей знатного плебейского рода Семпрониев. Согласно гипотетической родословной, составленной немецким антиковедом Ф. Мюнцером, она приходилась внучкой Гаю Семпронию Тудитану, консулу 129 года до н. э.

### Ранние годы и первый брак
Дата рождения Фульвии неизвестна. В историографии предполагается, что она была примерно на 10 лет младше своего первого мужа и примерно одного возраста с третьим мужем, то есть родилась в 83 или 82 году до н. э. Её первый брак датируют либо 62 годом, либо временем незадолго до 58 года до н. э.
Мужем Фульвии стал Публий Клодий Пульхр — представитель одного из самых влиятельных патрицианских родов Рима, перешедший ради карьеры в плебеи. Он был народным трибуном в 58 году до н. э. Брак, видимо, был счастливым: известно, что супруги почти никогда не расставались и были очень близки друг к другу по темпераменту и по воззрениям на жизнь. Валерий Максим сообщает, что Клодий «прицепил кинжал к столе Фульвии, тем самым поставив воинское отличие под власть женщины». Двое друзей Клодия позже стали, один за другим, мужьями Фульвии, а главный враг Клодия — Марк Туллий Цицерон — впоследствии оказался врагом и Фульвии тоже. Правда, Цицерон, часто говоря о Клодии в своих речах и письмах, упомянул в связи с ним его супругу только один раз; некоторые исследователи делают отсюда вывод, что эта женщина в тот период не играла самостоятельную роль с точки зрения Цицерона и вообще не оказывала влияние на первого мужа. Существует и противоположное мнение — о существенном влиянии Фульвии на Публия Клодия.
Уже в январе 52 года до н. э. Публий Клодий был убит людьми его политического противника Тита Анния Милона. Это произошло, когда Пульхр совершал загородную поездку — вопреки обыкновению, без жены. Его израненное тело привезли в Рим, и Фульвия, демонстрируя безутешное горе, показала труп народу, собравшемуся у их дома на Палатине. Толпа, взволнованная в том числе её воплями, ворвалась в курию и организовала там сожжение тела. В ходе последовавшего за этим судебного процесса Цицерон, защищая Милона, попытался доказать, будто Публий Клодий организовал засаду на своего врага, а его убийство стало простой самообороной; аргументом для него стал тот факт, что Пульхр не взял жену с собой в ту поездку. Фульвия присутствовала в суде и вместе с матерью плакала так, что потрясла всех присутствующих. Милон был осуждён и отправился в изгнание.
У Фульвии осталось двое детей от Клодия: дочь и сын.

### Второй брак
Фульвия недолго пробыла вдовой. Уже в 51 году до н. э. или даже в конце 52 года она вышла замуж во второй раз — за Гая Скрибония Куриона, одного из друзей Клодия, принадлежавшего к довольно знатной плебейской семье. Об этом браке известно только одно: Фульвия родила от второго мужа ещё одного сына. Гай Скрибоний встал на сторону Гая Юлия Цезаря в начавшейся в 49 году до н. э. гражданской войне, возглавил поход в Африку, но там потерпел поражение и погиб. Следующие несколько лет Фульвия вообще не упоминается в источниках.

### Третий брак
В 47 или 46 году до н. э. Фульвия вышла замуж в третий раз. Её супругом опять стал друг Публия Клодия, знатный плебей и один из видных деятелей цезарианской «партии» — Марк Антоний, который до этого тоже дважды был женат. Цицерон намекает, будто Фульвия изменяла с Антонием ещё первому своему мужу. Чтобы заключить этот брак, Марк Антоний (тоже по словам Цицерона) выгнал из дома свою предыдущую супругу, приходившуюся ему двоюродной сестрой. Правдивость этих утверждений под вопросом, но несомненно, что близкое знакомство Антония и Фульвии началось за много лет до брака.
Супругов связывали сильные чувства. Этого не отрицает даже относившийся к Антонию с резкой антипатией Цицерон, который сказал в одной из своих филиппик: «Дома у тебя было по крайней мере оправдание — любовь». Оратор рассказал историю, характеризующую взаимоотношения Антония и Фульвии (позже свою версию изложил Плутарх):

Он явился к себе домой, закутав себе голову. Привратник ему: «Ты кто?» — «Письмоносец от Марка». Его тут же привели к той, ради кого он приехал, и он передал ей письмо. Когда она, плача, читала письмо (ибо содержание этого любовного послания было таково: у него-де впредь ничего не будет с актрисой, он-де отказался от любви к той и перенес всю свою любовь на эту женщину), когда она разрыдалась, этот сострадательный человек не выдержал, открыл лицо и бросился ей на шею.
— Марк Туллий Цицерон. Вторая филиппика против Марка Антония, 77.
В то же время в этом браке присутствовал расчёт. По словам Плутарха, Антоний женился, чтобы «обуздать своё безрассудство и распутство» в угоду Цезарю. Фульвия сыграла важную роль в возвышении своего третьего мужа благодаря широте политического кругозора и умению ориентироваться в конкретных ситуациях. Все без исключения исследователи согласны с тем, что Фульвия имела огромное влияние на Антония. Античные авторы видели в ней в определённом смысле предшественницу Клеопатры:

Ей мало было держать в подчинении скромного и невидного супруга, но хотелось властвовать над властителем и начальствовать над начальником. Фульвия замечательно выучила Антония повиноваться женской воле и была бы вправе потребовать плату за эти уроки с Клеопатры, которая получила из её рук Антония уже совсем смирным и привыкшим слушаться женщин.
— Плутарх. Антоний, 10.

### Вмешательство в политику (44—42 годы до н. э.)
После гибели Цезаря в марте 44 года до н. э. Марк Антоний, а вместе с ним и Фульвия, выдвинулись на передний план в политической жизни Рима. Весной — летом Фульвия активно занималась государственными делами, участвуя в распределении провинций и царств (Цицерон назвал это «аукционом»); правда, источники приводят только один пример такого участия — историю с возвращением Дейотару его владений в Галатии и Понте. В октябре она сопровождала мужа в его поездке в Брундизий — к легионам, прибывшим из Македонии. Здесь вспыхнул мятеж, который был жестоко подавлен; при этом Антоний «на глазах у своей жены… зарезал лучших центурионов Марсова легиона». По словам Цицерона, лицо Фульвии «было забрызгано кровью умирающих».
Вскоре началась гражданская война. Антоний двинулся на Мутину против одного из убийц Цезаря — Децима Юния Брута, оставив жену в Риме. Во время затянувшегося конфликта Фульвия пыталась не допустить объединения против её мужа враждебных ему политических сил, но потерпела неудачу: в мае 43 года до н. э. Антоний был объявлен «врагом отечества». Его семью подвергли настоящей травле: противники Антония, по словам Корнелия Непота, «стремились дочиста ограбить жену его Фульвию, а детей были готовы даже убить». В этой тяжёлой ситуации Фульвии помогал, как мог, только Тит Помпоний Аттик.
Осенью 43 года до н. э. Антоний заключил союз (триумвират) с одним из главных своих противников — Гаем Юлием Цезарем Октавианом, а также с Марком Эмилием Лепидом. Одним из условий этого союза была женитьба Октавиана на дочери Фульвии — Клодии. Совместно триумвиры заняли Рим и включили своих врагов в проскрипционные списки. В этой ситуации Фульвия дала волю своей жестокости и жажде мести. Так, она подвергла оскорблениям и прогнала от дверей своего дома депутацию матрон, пришедших просить её об избавлении от чрезвычайной подати; некто Руф, до этого отказывавшийся продать Фульвии свой дом, теперь вручил его в качестве подарка, но всё же был убит. Его голову Антоний отослал жене, а та выставила её перед тем самым домом. Но самым известным примером мстительности Фульвии стала история с головой Цицерона:

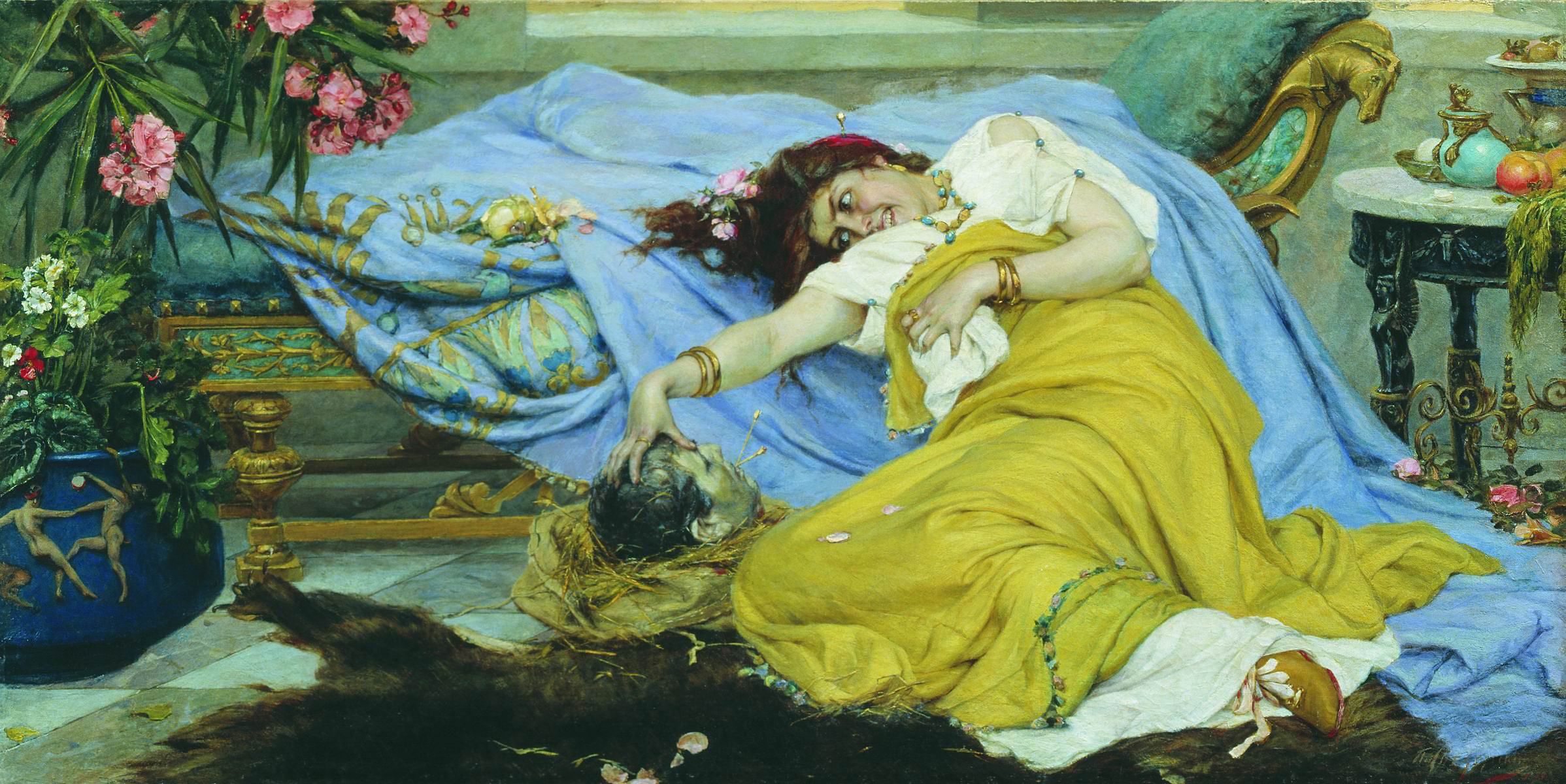
Павел Сведомский. Фульвия с головой Цицерона (конец XIX века)

…Прежде чем голову унесли, [Фульвия] взяла её в руки и стала плевать на неё и злобно поносить, после чего положила себе на колени, открыла ей рот, вытащила язык и пронзила его шпильками, которые использовала для своих волос, сопровождая это действие потоком грубых насмешек.
— Дион Кассий. Римская история, XLVII, 8.
Когда Антоний отправился на войну с республиканцами (42 год до н. э.), Фульвия осталась в Риме в качестве главной защитницы его интересов или даже фактической правительницы Италии; Г. Ферреро пишет даже о «тирании Фульвии».

### Перузинская война
После победы при Филиппах Антоний остался на Востоке, а Октавиан вернулся в Италию. В соответствии с заключённым соглашением он должен был наделить землёй ветеранов Цезаря. Но его планам воспротивились Фульвия и брат Марка Антония Луций, избранный консулом на 41 год до н. э.: они боялись, что Октавиан, распределив землю, присвоит все заслуги и расположение солдат. Фульвия сама, держа на руках детей, выступала перед легионерами, убеждая их не забывать их полководца (Марка Антония). Октавиан, допуская, что за протестующими может стоять сам Марк, согласился на компромисс и включил в состав земельных комиссий друзей Антония.
Вскоре по Италии распространилось недовольство деятельностью комиссий, которые отбирали землю у местных общин, чтобы передать её ветеранам. Луций Антоний встал на сторону недовольных. Фульвия сначала была этим недовольна (по словам Аппиана, она «говорила, что Луций не вовремя затевает распрю»), но вскоре изменила свою позицию и стала даже подстрекать Луция к обострению ситуации. Она уехала из Рима в Пренесте, заявив, что со стороны союзника Октавиана Марка Эмилия Лепида угрожает опасность её детям; со своей стороны Октавиан отослал Клодию к матери, заявив, что она осталась девственницей. Вследствие ряда инцидентов к осени 41 года до н. э. дело дошло до полноценной войны.
Луций Антоний в сентябре 41 года занял Рим, но затем отступил в Перузию, где был осаждён Октавианом. Осада продолжалась до конца зимы 40 года; в это время Фульвия старалась подтолкнуть к решительным действиям находившихся в Галлии полководцев своего мужа — Гая Азиния Поллиона, Публия Вентидия Басса, Квинта Фуфия Калена. Те попытались прорвать блокаду Перузии, но недостаточно энергично, поскольку не знали, как отнесётся к этому Марк Антоний, и потерпели неудачу. Та же судьба постигла и армию, собранную самой Фульвией, которую возглавлял Луций Мунаций Планк.
В ходе конфликта Октавиан развернул пропагандистскую войну, целью которой было убедить солдат и римское общество, что Фульвия действует не в интересах Антония, а только по велению своего женского эгоизма. Одним из важных мотивов его пропаганды стал мотив сексуальной неудовлетворённости Фульвии, якобы приведшей к войне. Эту тему развивает стихотворение, написанное либо кем-то из приближённых Октавиана, либо им самим (по словам российского исследователя М. Белкина, текст настолько груб, что возможен только «сглаженный» перевод):

То, что с Глафирою спал Антоний, то ставит в вину мне

Фульвия, мне говоря, чтобы я с ней переспал.

С Фульвией мне переспать? Ну а ежели Маний попросит,

Чтобы поспал я и с ним? Нет, не такой я дурак!

«Спи или бейся со мной!» — говорит она. Да неужели

Жизнь мне дороже всего? Ну-ка, трубите поход!
— Марк Валерий Марциал. Эпиграммы, XI, 20, 3-8.
Успешность такой пропаганды подтверждают надписи на свинцовых ядрах для пращи, использовавшихся при осаде Перузии. Перед тем, как запустить их в неприятеля, легионеры часто выцарапывали на них разные непристойности; имя Фульвии упоминается в этих надписях чаще, чем какое-либо другое, хотя в осаждённом городе её не было.
Ещё одним направлением в пропаганде Октавиана стало распространение слухов о том, что Фульвия будто бы хочет сама повести армию на войну. Римляне говорили, что в Пренесте она опоясывается мечом, выступает перед солдатами с речами и сама раздаёт пароли патрулям. Информация о столь неслыханном для женщины поведении, распространившись даже за пределами Италии, серьёзно скомпрометировала как саму Фульвию, так и Марка Антония; именно этот фактор мог иметь следствием нерешительное поведение в ходе Перузинской войны Калена, Поллиона, Вентидия Басса.
Наконец, в конце февраля или в начале марта 40 года Луций Антоний капитулировал. После этого Фульвия через Брундизий бежала в Грецию; в Афинах она встретилась с мужем, который очень её «порицал» за развязанную войну. Фульвия со своей стороны упрекала Марка за то, что он не помог Перузии, и убеждала заключить союз против Октавиана с Секстом Помпеем, контролировавшим тогда Сицилию, Сардинию и Корсику. Супругам так и не удалось договориться. Антоний уехал, оставив Фульвию больной, и вскоре (приблизительно в середине года) она умерла в Сикионе.

## Потомки
У Фульвии было в общей сложности пятеро детей. В первом браке родились дочь Клодия, которая была женой Октавиана, а после развода 41 года до н. э. уже не упоминается в источниках, и сын Публий Клавдий Пульхр, прошедший cursus honorum до претуры включительно — либо в окружении Марка Антония, либо уже после его гибели, под властью Октавиана. От второго мужа у Фульвии был сын Скрибоний Курион, который попал в плен к Октавиану в битве при Акции и был тут же убит (31 год до н. э.). В третьем браке родились ещё двое сыновей — Марк Антоний Антилл и Юл Антоний. Старший из них был казнён в 30 году в Египте, а Юла Октавиан пощадил и даже женил на своей племяннице, но позже всё-таки казнил или принудил к самоубийству в связи с историей о прелюбодеянии Юлии Старшей.

## Характеристика в источниках
Одним из важнейших источников, рассказывающих о Фульвии, стали сочинения её современника Цицерона. По мнению М. Белкина, Марк Туллий уже после гибели Клодия понял, что приобрёл в лице Фульвии заклятого врага. Позже он убедился в том, что эта женщина имеет огромное влияние на Марка Антония, и поэтому уделил ей много внимания в своих филиппиках. Он называет Фульвию жестокой («самой жестокой из всех»), алчной (ради наживы Фульвия, по словам Цицерона, организовала настоящую распродажу провинций, царств и привилегий) и приносящей несчастья всем своим мужьям. Во второй филиппике оратор обратился к Антонию со словами: «тебя… ожидает участь Клодия, как была она уготована Гаю Куриону, так как у тебя в доме находится та, которая для них обоих была злым роком»; позже он добавил: «твоя… супруга — о которой я говорю без всякого желания оскорбить её — слишком медлит с уплатой своего третьего взноса римскому народу».
На последующую традицию большое влияние оказали воспоминания Октавиана Августа, в которых Фульвия получила предельно негативную характеристику. Напрямую или через других авторов черпали оттуда информацию Дион Кассий и Аппиан. В изображении Диона Кассия Фульвия — властная женщина, которая удерживает под своим влиянием деверя, Луция Антония, и всюду провоцирует распри. Перузинская война, по мнению ряда античных историков, началась только потому, что Фульвия хотела заставить мужа вернуться в Италию, вырвав его таким образом из объятий Клеопатры.

## В астрономии
В честь Фульвии назван астероид (609) Фульвия, открытый в 1906 году